# Nick Williams (baseball)
Pour les articles homonymes, voir Nick Williams et Williams.
Billy Nicholas Williams (né le 8 septembre 1993 à Galveston, Texas, États-Unis) est un joueur de champ extérieur des Phillies de Philadelphie de la Ligue majeure de baseball.

## Carrière
Nick Williams est réclamé au 2e tour de sélection par les Rangers du Texas lors du repêchage amateur de 2012. Il commence sa carrière professionnelle en ligues mineures la même année et en est à sa 3e saison dans l'organisation des Rangers lorsqu'il est l'un 6 joueurs, dont 5 des mineures, que le club échange aux Phillies de Philadelphie pour acquérir le lanceur gaucher étoile Cole Hamels. Avec le lanceur gaucher Matt Harrison, le receveur Jorge Alfaro et les lanceurs droitiers Alec Asher, Jerad Eickhoff et Jake Thompson, Williams est transféré aux Phillies le 31 juillet 2015 en retour de Hamels et du lanceur gaucher Jake Diekman.
Au début de l'année 2016, Williams apparaît au 27e rang de la liste annuelle des 100 meilleurs joueurs d'avenir dressée par Baseball America
Nick Williams fait ses débuts dans le baseball majeur avec les Phillies de Philadelphie le 30 juin 2017 face aux Mets de New York et à ce premier match réussi contre le lanceur Jacob deGrom son premier coup sûr au plus haut niveau.